# 凱蜆蝶屬
凱蜆蝶屬（學名：Cariomothis）是蜆蝶亞科蜆蝶族裡的一個屬。共有4個物種，分佈於新熱帶界。

## 物種
- 茶黑紋蜆蝶 Cariomothis chia
- 艾羅凱蜆蝶 Cariomothis erotylus
- 凱蜆蝶 Cariomothis erythromelas
- 錦色凱蜆蝶 Cariomothis poeciloptera
  - 蘋黑紋蜆蝶 C. p. melusina

## 腳註
1. ↑  Tree of Life Web Project. 2007. Cariomothis Stichel 1910. Version 05 May 2007 (temporary). http://tolweb.org/Cariomothis/104636/2007.05.05 （页面存档备份，存于） in The Tree of Life Web Project, http://tolweb.org/ （页面存档备份，存于） （英文）

## 外部連結
- Cariomothis （页面存档备份，存于） - funet.fi